# Ilha da Queimada Grande
A Ilha da Queimada Grande está localizada entre Itanhaém e Peruíbe a cerca de 35 km do litoral do estado de São Paulo, a ilha pertence ao município de Itanhaém. É desabitada e tem acesso proibido e restrito a analistas ambientais do Instituto Chico Mendes de Conservação da Biodiversidade, órgão federal que administra as unidades de conservação do Brasil, bem como a cientistas autorizados por essa Instituição.
Desde 31 de janeiro de 1984 a ilha está inserida em uma Área de Relevante Interesse Ecológico (ARIE) (ARIE da Queimada Grande e Queimada Pequena), seguindo o que estabelece o Decreto nº 91.887, de 5 de novembro de 1985, o qual é amparado pelo que é disposto no Decreto nº 89.336, de 31 de janeiro de 1984 sobre as Reservas Econômicas e Áreas de Relevante Interesse Ecológico.

## Características
A ilha possui aproximadamente 430.000m², topografia irregular e altitude máxima de 206 m. A profundidade ao redor pode chegar até 45 m. Não possui praias, somente costões rochosos. Um farol automático está instalado na parte mais plana da ilha, mantido e conservado pela Marinha.
A ilha está a 18 milhas náuticas (aproximadamente 35 km) da costa de Itanhaém e Peruibe, e apresenta difíceis condições de desembarque e difíceis condições para fundeio de embarcações. O desembarque não é aconselhado e até mesmo foi proibido pela Marinha do Brasil devido à grande quantidade de cobras, especialmente a jararaca-ilhoa, espécie endêmica da ilha. Outro motivo para a inibição do desembarque é a preservação da fauna e flora da ilha.
A denominação "Queimada Grande" tem origem no fato de, no passado, eventuais visitantes (sobretudo pescadores da região) atearem fogo na vegetação costeira para afugentar as serpentes e então poder desembarcar em terra firme.
As águas ao redor da ilha abrigam o recife de coral mais ao sul do Oceano Atlântico que suporta variadas espécies de peixes como garoupas, budiões e caranhas, além de eventuais visitas de outras espécies, como tartarugas-marinhas. Apesar disso, não é incomum a prática de pesca amadora de arremesso e de mergulho, apesar de a visitação à área ser restrita pelo Instituto Chico Mendes. Ao sul, no Parcel de Fora, em profundidades variando de três a trinta metros, existem espécies de maior porte.

## Biodiversidade e Conservação Marinha
Houve, no início da década de 2000, interesse por parte de ONGs, mergulhadores, cientistas e outros segmentos da sociedade, de transformar essa ARIE em um Parque Nacional Marinho. Devido a múltiplos usos do espaço marinho do entorno da Ilha da Queimada Grande o processo foi interrompido. Atualmente, a conservação e gestão do espaço marinho que circunda a Ilha da Queimada Grande está a cargo da Área de Proteção Ambiental Marinha Litoral Centro (APAMLC), uma unidade de conservação de uso sustentável, administrada pela Fundação Florestal do Estado de São Paulo. Dada a importância ecológica, a presença do recife de coral mais ao sul do Atlantico e após um intenso trabalho de participação social e consultas públicas o plano de plano de manejo da APAMLC (publicado em março de 2021) consolida uma Área de Interesse Turistico ao redor da Ilha da Queimada Grande a qual o Plano de Ordenamento de uso tem sido formulado dentro do Conselho Gestor da APAMLC. O objetivo é que o plano garanta usos consolidados do espaço (pesca recreativa, pesca subaquatica e mergulho contemplativo) em consonância com a conservação da biodiversidade marinha local.

### Diversidade de espécies
Queimada Grande tem espécies ameaçadas de extinção, como a dormideira-da-ilha-da-queimada-grande, além de algo em torno de trinta outras espécies de aves, das quais a mais abundante é a corruíra. Há ainda pelo menos três espécies de anfíbios endêmicos e três de lagartos, além de dois tipos de cobras-cegas e setenta espécies de aranhas, as quais foram todas catalogadas.

### Serpentário natural
A Queimada Grande é também conhecida como "Ilha das Cobras", não sendo aconselhado o desembarque devido ao elevado número de serpentes da espécie jararaca-ilhoa (Bothrops insularis).
O desenvolvimento dessa espécie endêmica da ilha foi devido ao isolamento geográfico submetido após a última glaciação no final do Pleistoceno. Isolada numa ilha rochosa com cadeia alimentar baseada em aves, a jararaca passou a subir em árvores, o que não é natural nas espécies do continente. Entretanto, estudos relacionando filogenia e hábitos alimentares demonstram que a jararaca-ilhoa possui uma mudança em sua dieta, com os indivíduos jovens alimentando-se de anfíbios e lagartos e os adultos apenas de aves migratórias. Seu veneno tornou-se mais potente para garantir a morte imediata da presa que, se demorasse para morrer, poderia acabar por se afastar em voo.
A ilha é considerada no meio científico como o maior serpentário natural do mundo. Alguns afirmam existir cerca de 5 serpentes por metro quadrado, mas estudos recentes demonstraram existir cerca de 2000 serpentes na ilha.

## História

### Naufrágios
Nas águas da face oeste da ilha existem dois navios naufragados, próximo ao Saco das Bananas:
- O navio mercante Rio Negro, do Lloyd Brasileiro, naufragado a 17 de julho de 1893. Construído em 1872, era uma embarcação a vapor de pequeno porte, com cerca de 450 toneladas. Naufragou por colisão com a ilha, devido ao mau tempo, encontrando-se atualmente a uma profundidade de 12 a 18 metros.

- O navio mercante Tocantins, também do Lloyd Brasileiro, naufragado a 30 de agosto de 1933. Era de construção inglesa.

Até hoje pode-se ver o que sobrou dos navios, já que as águas no entorno da ilha são bastantes claras, possibilitando uma visibilidade de 30 a 40 metros de profundidade.